# Kupčina
A Kupčina egy patak Horvátországban, a Kulpa bal oldali mellékvize.

## Leírása
A Kupčina a Zsumberki-hegységben, a 977 méter magas Pleš nevű csúcs alatt ered, és Donja Kupčina falutól lefelé 2,5 km-re ömlik a Kulpába. Hosszúsága 56 km, vízgyűjtő területe 614,4 km². Esése a forrástól a torkolatig 691 m. Forrásának közelében található rajta a 40 méter magas Sopotski slap vízesés. Fő mellékvize a Slapnica, melynek egy része 1964 óta természetvédelmi terület.